# Guo Jingjing
Guo Jingjing (chinesisch 郭晶晶, Pinyin Guō Jīngjīng, * 15. Oktober 1981 in Baoding/Hebei) ist eine ehemalige chinesische Wasserspringerin. Sie ist die bislang erfolgreichste Wasserspringerin und gilt zudem als eleganteste chinesische Springerin. Guo gewann im Kunstspringen vom 3-m-Brett und im 3-m-Synchronspringen 4 Goldmedaillen bei Olympischen Spielen und 10 bei Weltmeisterschaften.

## Erfolge
- Fünfte der Olympischen Spiele 1996 in Atlanta vom 3-m-Brett.
- Silbermedaille bei den Weltmeisterschaften 1998 in Perth vom 3-m-Brett.
- Zwei Silbermedaillen bei den Olympischen Spielen 2000 in Sydney (3-m-Brett Einzel- & Synchronspringen).
- Doppelweltmeisterin 2001 in Fukuoka (3-m-Brett Einzel- & Synchronspringen).
- Verteidigung beider Titel bei den Weltmeisterschaften 2003 in Barcelona (3-m-Brett Einzel- & Synchronspringen).
- Olympiasiegerin 2004 in Athen im Einzelspringen vom 3-m-Brett und im Synchronspringen, ebenfalls vom 3-m-Brett, gemeinsam mit Wu Minxia.
- Auch 2005 Doppelweltmeisterin in Montreal (3-m-Brett Einzel- & Synchronspringen mit Li Ting).
- Olympiasiegerin 2008 in Peking im Synchronspringen vom 3-m-Brett gemeinsam mit Wu Minxia und im Einzelspringen vom 3-m-Brett.
- 2007 erneut Doppelweltmeisterin in Melbourne (3-m-Brett Einzel- & Synchronspringen mit Wu Minxia).
- Auch 2009 Doppelweltmeisterin in Rom (3-m-Brett Einzel- & Synchronspringen mit Wu Minxia).
- 2002 und 2006 insgesamt drei Titel bei Asienspielen.

## Karriere
Guo fing im Alter von 6 Jahren mit dem Wasserspringen an. 1992 wurde sie erstmals ins chinesische Nationalteam berufen. Mittlerweile unterhält sie Werbeverträge mit McDonald’s und Coca-Cola, außerdem modelt sie für chinesische Modelabels und Kosmetikfirmen. Aufgrund der McDonald’s-Werbekampagne wurde sie im Vorfeld der Olympischen Sommerspiele 2008 zunächst aus dem Nationalteam ausgeschlossen. Später wurde sie aber wieder aufgenommen.

## Privat
Anfang 2011 enthüllte Guo Heiratspläne und verkündete endgültig ihren Rücktritt vom Wasserspringen, als sie zunächst schon 2008 ihre Karriere beenden wollte, damals aber von ihren Trainern noch zum Weitermachen überredet wurde. 2013 heiratete sie den Milliardenerben Kenneth Fok.